# プワニ州
プワニ州（プワニしゅう、Mkoa wa Pwani）は、タンザニア東部の州である。州南部のインド洋沖には、マフィア島が浮かび、キリンドニやブウェニの町がある。面積32,407km2、人口889,154人（2002年）、州都はキバハ（Kibaha）である。

## 隣接州
北部にタンガ州、西部にモロゴロ州、南部にリンディ州、東部にダルエスサラーム州を取り囲むように接している。インド洋に面し、ザンジバル海峡を挟んでウングジャ島（ザンジバル島）のザンジバル都市部・西部州と対峙する。

## 下位行政区画
- Bagamoyo District
- Kibaha District
- Kibaha (TC)
- Kisarawe District
- Mafia District （マフィア島）
- Mkuranga District
- Rufiji District